# محمد ابراهیمی (بازیکن فوتبال، زاده ۱۳۷۶)
محمد ابراهیمی (زادهٔ ۱۶ ژانویهٔ ۱۹۹۸) بازیکن فوتبال اهل ایران است که در پست مهاجم برای باشگاه فوتبال فولاد نوین خوزستان بازی می‌کند.

## دوران باشگاهی

### نفت مسجدسلیمان
وی اولین بازی خود در لیگ برتر خلیج فارس را در هفته اول لیگ برتر فوتبال ایران ۹۹–۱۳۹۸، مقابل باشگاه فوتبال تراکتور انجام داد.
پیکان
در سال ۲۰۲۰ به مدت یک فصل به باشگاه فوتبال پیکان پیوست و ۱۴ بازی و یک گل انجام داد.
سایپا
در سال ۲۰۲۱ با قراردادی به باشگاه فوتبال سایپا پیوست و در این تیم مشغول به بازی است.